# Heinrich Reventlow (provst)
 Der er flere personer med dette navn, se Heinrich Reventlow.
Heinrich rigsgreve Reventlow (1678 – 12./13. januar 1732 i Kiel) var en holstensk godsejer og provst, broder til Ditlev Reventlow.

## Biografi
Han var søn af gehejmeråd Ditlev Reventlow og Dorothea Ahlefeldt, blev immatrikuleret 1698 på Det ridderlige Akademi i København, blev 1699 kammerjunker, men trådte omkring 1700 i gottorpsk tjeneste. Han var 1706 sendebud til Wien for at hævde Gottorps rettighed til Grevskabet Rantzau, 1708-18 rentekammerpræsident, 1710 sendebud i Wien. Fra 1711 til 17. februar 1713 var Reventlow amtmand i Tønder Amt, udvirkede 1720 hos kejseren, at hertug Carl Frederiks holstenske besiddelser blev rømmet af de danske, 1724 ophøjet i rigsgrevestanden, kejserlig rigshofråd og kæmmerer og blev 1725 provst for Sankt Johannes adelige Kloster. Han døde mellem 12. og 13. januar 1732 ved et vildt drikkelag på Schmoelerhof ved Kiel (Flemhude Kirkebog), bisat 17. januar i Stadtkirche (Preetz).

## Ejendome
Han skrev sig til Colmar (arv efter faderen), Lehmkulen (1704) (købt af Hinrich Bartram Ahlefeldt for 80.000 rigsdaler), udskilte herfra avlsgårdene Rethwisch og Bredeneck, som han solgte 1707 til Bertram Rantzau til Ascheberg).